# Podsavezna nogometna liga Varaždin 1954./55.
Podsavezna nogometna liga Varaždin u sezoni 1954./55. 
 Sudjelovalo je 10 klubova, a prvak je bilo "Jedinstvo" iz Čakovca. 

## Ljestvica
| mj. | klub                | ut. | pob. | ner. | por. | gol+ | gol- | bod |
| --- | ------------------- | --- | ---- | ---- | ---- | ---- | ---- | --- |
| 1.  | Jedinstvo Čakovec   | 18  | 15   | 1    | 2    | 65   | 16   | 30  |
| 2.  | Sloboda Varaždin    | 18  | 11   | 2    | 5    | 57   | 31   | 23  |
| 3.  | Mladost Zabok       | 18  | 10   | 3    | 5    | 48   | 30   | 23  |
| 4.  | Tekstlac Oroslavje  | 18  | 11   | 1    | 6    | 43   | 32   | 23  |
| 5.  | Zagorac Krapina     | 18  | 7    | 5    | 6    | 50   | 32   | 20  |
| 6.  | Podravka Koprivnica | 18  | 6    | 5    | 7    | 33   | 40   | 17  |
| 7.  | Oštrc Zlatar        | 18  | 8    | 0    | 10   | 44   | 63   | 16  |
| 8.  | Samobor             | 18  | 5    | 3    | 10   | 35   | 37   | 13  |
| 9.  | Mladost Prelog      | 18  | 3    | 2    | 13   | 21   | 105  | 7   |
| 10. | Osvit Đelekovac     | 18  | 3    | 0    | 15   | 28   | 76   | 6   |

## Rezultatska križaljka
| kratica | klub                | JED | MLAP | MLAZ | OSV | OŠT | POD | SAM | SLO | TEK | ZAG |
| --- | ------------------- | --- | ---- | ---- | --- | --- | --- | --- | --- | --- | --- |
| JED | Jedinstvo Čakovec   |     |      |      |     | 2-0 | 1-1 |     |     |     |     |
| MLAP | Mladost Prelog      |     |      |      |     |     | 2-2 |     |     |     |     |
| MLAZ | Mladost Zabok       |     |      |      | 5-2 |     |     | 3-1 |     |     |     |
| OSV | Osvit Đelekovac     |     | 2-1  |      |     |     |     |     | 1-7 |     |     |
| OŠT | Oštrc Zlatar        |     |      |      |     |     |     |     |     |     | 6-3 |
| POD | Podravka Koprivnica |     |      | 2-4  |     |     |     |     |     |     |     |
| SAM | Samobor             | 1-2 |      |      |     |     |     |     |     |     |     |
| SLO | Sloboda Varaždin    |     | 6-0  |      |     |     |     |     |     |     |     |
| TEK | Tekstlac Oroslavje  |     |      |      |     | 1-2 |     |     | 3-2 |     |     |
| ZAG | Zagorac Krapina     |     |      |      |     |     |     | 3-1 |     | 2-3 |     |
| |                     |     |      |      |     |     |     |     |     |     |     |
| podebljan rezultat - utakmice od 1. do 9. kola (1. utakmica između klubova) rezultat normalne debljine - utakmice od 10. do 18. kola (2. utakmica između klubova) rezultat nakošen - nije vidljiv redoslijed odigravanja međusobnih utakmica iz dostupnih izvora rezultat smanjen * - iz dostupnih izvora nije uočljiv domaćin susreta prekrižen rezultat - poništena ili brisana utakmica p - utakmica prekinuta 3:0 p.f. / 0:3 p.f. - rezultat 3:0 bez borbe |                     |     |      |      |     |     |     |     |     |     |     |

 Izvori: